# Стовпченко Ганна Петрівна
Стовпченко Ганна Петрівна (6 липня 1962, Дніпропетровськ) — українська вчена у галузі металургії, провідний науковий співробітник Інституту електрозварювання імені Є. О. Патона Національної академії наук України, доктор технічних наук (2001), професор (2006).

## Навчання
Навчалась з 1969 по 1979 роки у Дніпропетровській середній школі № 23. Закінчила у 1984 році теплофізичний факультет Дніпропетровського державного металургійного інституту ім. Л.І. Брежнєва  (нині Національна металургійна академія України) за спеціальністю «Фізико-хімічні дослідження металургійних процесіві».
У 1989 році закінчила аспірантуру у рідному виші та здобула науковий ступінь кандидата технічних наук (1993) за спеціальністю «Металургія чорних металів».
З 1996 по 1999 р. навчалась в докторантурі Національної металургійної академія України і в 2000 році захистила докторську дисертацію на тему " Физико-химические и технологические основы получения композитных стальных слитков для производства сварочных проволок"

## Трудова діяльність
Ганна Стовпченко 22 грудня 2008 року була призначена в.о. провідного наукового співробітника відділу фізико-металургійних проблем електрошлакових технологій № 009 Інституту електрозварювання імені Є. О. Патона Національної академії наук України.
Крім того вона є керівником приватних підприємств «Тівар» та «ЕЛМЕТ-РОЛ», що зареєстровані у Києві.

## Наукова діяльність
У 1993 році захистила кандидатську дисертацію за спеціальністю «металургія чорних металів », а в 2000 році доктрську дисертацію.Диплом доктора технічних наук отримала 14.02.2001 року.
Атестат старшого наукового співробітника було вручено 29 травня 1996 року, а 16 лютого 2006 року Г.Стовпченко отримала атестат професора за кафедрою Покриттів, композиційних матеріалів і захисту металів Національної металургійної академії України.
Під її керівництвом захищено більше десятка дисертацій, у тому числі кілька докторських: Чигиринець Олена Едуардівна (2006 р.) , Костецький Юрій Віталійович (2020), Полішко Ганна Олексійова (2021)
Автор 15 зареєстрованих патентів України.

### Наукові праці
- Стовпченко Анна Петровна Физико-химические и технологические основы получения композитных стальных слитков для производства сварочных проволок: Диссертация доктора техн. наук: спец.: 05.16.02 — «Металлургия черных металлов». / А. П. Стовпченко. /Национальная металлургическая академия Украины. — Днепропетровск, 2000. — 333 с.
- Стовпченко Анна Петровна. Разработка высокоэффективной технологии модифицирования стали сварочного сортамента микродобавками редкоземельных элементов и циркония: Дис…канд.техн.наук: 05.16.02 / Днепропетровский металлургический ин- т. — Днепропетровск, 1993. — 214 с. — Библиогр: с. 182—193.
- Богачов Д. Г. Дослідження можливості одержання композитів із залізною матрицею і вуглецевими нанотрубками [Електронний ресурс] / Д. Г. Богачов, Г. П. Стовпченко, П. Шеллер, О. Волкова, Є. І. Демченко. // Металознавство та термічна обробка металів. — 2009. — № 3. — Режим доступу: http://nbuv.gov.ua/UJRN/mtom_2009_3_10
- Стовпченко Г. П. Розробка шлаку електрошлакового переплаву, схильного до саморозпаду [Електронний ресурс] / Г. П. Стовпченко, Л. О. Лісова, Л. Б. Медовар, І. О. Гончаров, Г. О. Полішко, В. С. Судавцова // Современная электрометаллургия. — 2016. — № 3. — С. 3-8.

## Громадська діяльність
30 травня 2017 року Ганна Стовпченко була обрана серед 24 лідерів наукової спільноти України до першого складу Наукового комітету Національної ради України з питань розвитку науки і технологій на період до серпня 2019 року.
У листопаді 2017 року обрана представником програмного комітету «Нанотехнології, нові матеріали, біотехнології, передові промислові виробництва», відповідального за моніторинг виконання Рамкової програми Європейського Союзу з досліджень та інновацій «Горизонт 2020».